# Швальбах-ам-Таунус
Швальбах-ам-Таунус (нім. Schwalbach am Taunus) — місто в Німеччині, знаходиться в землі Гессен. Підпорядковується адміністративному округу Дармштадт. Входить до складу району Майн-Таунус.
Площа — 6,47 км2. Населення становить 15 372 ос. (станом на 31 грудня 2020).